# Astragalus winkleri
Astragalus winkleri är en ärtväxtart som beskrevs av Ernst Rudolf von Trautvetter. Astragalus winkleri ingår i släktet vedlar, och familjen ärtväxter. Inga underarter finns listade i Catalogue of Life.